# Макс Телеком
Макс Телеком (международно име Max Telecom) е историческа българска телекомуникационна компания с търговска марка Max. Компанията е основана през месец октомври 2007 година от Красимир Стойчев и изгражда мобилна мрежа.
Операторът има лиценз за осъществяване на далекосъобщителни услуги чрез мрежа от вида „точка към много точки“ с национално покритие . Избраната технология WiMAX, a впоследствие 4G LTE, позволява изграждането на високоскоростна и надеждна връзка и дава възможност за предлагане на широк спектър фиксирани и мобилни услуги, включващи достъп до Интернет, виртуални частни мрежи, гласови услуги, видео и IPTV. Към 2014 WiMax мрежата на Max покрива близо 30% от населението на България, а към 2016 4G LTE мрежата обхваща 60 % от градското население на страната. Компанията предлага пълен пакет висококачествени, надеждни и ценово ефективни мобилни Интернет услуги и гласова услуга – Voicer. През март 2013 г. компанията е придобита от базирания в Лондон частен инвеститор Даниел Купсин, който инвестира в развитие на 4G LTE мрежа.
През 2017 г. Купсин бяга от България, прехвърля компанията чрез свързано дружество на своя шофьор и оставя 80% от служителите без заплати. 
На 17 декември 2018 г. дружеството е обявено в несъстоятелност.

## Покритие
Към месец септември 2016 г. LTE мрежата има пълно покритие в следните населени места:
Аксаково, Арбанаси, Ахтопол, Балчик, Банкя, Банско, Бистрица, Благоевград, Божурище, Бургас, Варна, Велико Търново, Велинград, Владая, Горна Оряховица, Девин, Девня, Добрич, Елин Пелин, Златни Пясъци, Каварна, Костинброд, Кюстендил, Лозен, Лозенец, Марково, Мрамор, Несебър, Нови Искър, Нови Хан, Обзор, Пазарджик, Перник, Плевен, Пловдив, Поморие, Приморско, Равда, Русе, Сапарева баня, Св. св. Константин и Елена, Свети Влас, Световрачене, Сливен, Слънчев Бряг, Созопол, София, Стара Загора, Хасково, Хисаря, Царево, Черноморец, Шумен.
На 28 юли 2015 Мтел и Max подписват договор за национален роуминг. Това е първото споразумение за споделяне на мрежи на българския телеком пазар. Към месец септември 2016 г. се очаква то съвсем скоро да влезе в сила или да бъде сключено друго такова, вероятно чрез обединяване на честоти с друг оператор, за постигане на LTE скорости над 150 Mbit/sec. В сила е договор за национален роуминг с Булсатком, което позволява абонатите на Max да използват Интернет и глас и в следните населени места:
Асеновград, Ахтопол, Балчик, Банско, Батановци, Белозем, Благоевград, Ботевград Бургас Варна Велико Търново Велинград Видин Габрово Гоце Делчев Гълъбово Девня Димитровград Добрич Дупница Златни пясъци Каварна Казанлък Кърджали Кюстендил Лозенец Монтана Нова Загора Обзор Пазарджик Перник Петрич Плевен Пловдив Поморие Приморско Провадия Първомай Раднево Разград Разлог Русе Садово (Пловдивско) Сандански Севлиево Силистра Сливен Слънчев бряг, София, Стара Загора, Стралджа Търговище Харманли Хасково Хисаря Черноморец Чирпан Шумен Ямбол

## Услуги
Max Telecom предлага мобилен Интернет със скорост до 75 Mbps и гласова предплатена услуга Voicer, базирана на VOIP и работеща с всички мрежи.
Max Telecom е имала подписани договори за доставка на оборудване по стандарт IEEE 802.16d-2004-WiMAX (фиксиран WiMAX) с Proxim Wireless Corporation и по стандарт 802.16e (мобилен WiMAX) с Navini Networks и Modacom.
Към 2016 г. 4G LTE оборудването и мобилните модеми се доставят от Huawei, ZTE, Alcatel.

### Max
„Max“ е търговска марка на първите 4G LTE услуги в България, предлагани от Max Telecom. Те се предлагат в София, Пловдив, Варна, Бургас, Стара Загора, Русе, Сливен, Плевен, Банско, Хисаря, Велинград, Перник, Благоевград, Банкя, Нови Искър, Костинброд, Елин Пелин, Божурище, Добрич, Велико Търново, Шумен, както и к.к. „Златни пясъци“, к.к. „Св. св. Константин и Елена“, Каварна, Балчик, Обзор, к.к. „Слънчев Бряг“, Несебър, Поморие, Черноморец, Созопол, Приморско, Лозенец, Ахтопол, Царево, Аксаково, Сапарева Баня и Девин.

## LTE
През май 2014 Max Telecom ребрандира услугите си като Max („Макс“) по случай старта на първата търговска 4G LTE мрежа в България.